# 스베틀라나 바스코바
스베틀라나 유리예브나 바스코바(러시아어: Светлана Юрьевна Баскова, 1965년 5월 25일 모스크바 출생)는 러시아의 영화감독이자 화가이다. 그녀는 모스크바 건축 인스티튜트를 1989년 졸업하고 1996년부터 영화와 비디오를 만들기 시작했다. 그녀의 장편영화 연출 데뷔작인 《코키−도망치는 의사》는 1998년 공개되었다.
바스코바의 가장 유명한 연출작인 1999년 영화《녹색 코끼리》는 극단적인 폭력성과 성적인 장면으로 인해 러시아에서는 상영 및 배급이 금지되었다.
2011년부터 그녀는 남편 아나톨리 오스몰로프스키와 함께 창립한 바자 인스티튜트(Baza Institute)의 디렉터로 있다.